# Спис, Бай
Байрон Франклин Спис (англ. Byron Franklin Speece; 6 января 1897, Уэст-Баден-Спрингс, Индиана — 29 сентября 1974, Элджин, Орегон) — американский бейсболист, питчер. Выступал за ряд клубов Главной лиги бейсбола во второй половине 1920-х годов. Победитель Мировой серии 1924 года в составе «Вашингтон Сенаторз».

## Биография

### Ранние годы и начало карьеры
Байрон Спис родился 6 января 1897 года в городе Уэст-Баден-Спрингс в штате Индиана. Он был младшим из пяти детей в семье фермера Алберта Списа и его супруги Мэри. Он с детства увлекался спортом, играл в бейсбол и американский футбол, в расположенном поблизости отеле Френч-Лик Спис научился играть в гольф. После окончания школы он устроился на работу. В 1918 году его призвали в армию.
В 1920 году Спис начал выступать за бейсбольную команду из Айовы. Его игра заинтересовала тренера профессионального клуба «Норфорк Элк Хорнс», игравшего в Лиге Небраски. Весной 1922 года Спис присоединился к ней. В июле во время выездного матча в Гранд-Айленде он набросился на судью и подрался с болельщиками, а позже был оштрафован на 50 долларов лигой и на 25 долларов местным судьёй. Несмотря на скандал, он был одним из ведущих питчеров команды, лидируя по количеству проведённых иннингов. «Элк Хорнс» выиграли вторую часть чемпионата, по ходу которой Спис одержал четырнардцать побед, и вышли в финал, где проиграли серию в семи матчах. После окончания сезона его продали в команду Западной лиги «Омаха Баффалос».
В «Омахе» Спис успешно играл как питчером, так и отбивающим. Он провёл на поле 314 иннингов, одержав 26 побед при 14 поражениях, его показатель отбивания составил 33,6 %. Ближе к концу сезона им заинтересовались скауты команд Главной лиги бейсбола и владелец «Баффалос» Барни Берк установил цену за Списа на уровне 20 тысяч долларов. В феврале 1924 года он перешёл в «Вашингтон Сенаторз», которые отдали за него шортстопа Джимми О’Нила и питчера Фреда Шеманске, а также неизвестную сумму денег.

### Главная лига бейсбола
Во время предсезонных сборов весной 1924 года главный тренер «Сенаторз» Баки Харрис оштрафовал Списа за непрофессиональное поведение. В Главной лиге бейсбола он дебютировал 21 апреля в матче против Нью-Йорк Янкис. В своём первом сезоне он играл нечасто, сыграв всего один матч в роли стартового питчера и выйдя на замену ещё в двадцати. На поле Спис провёл 54  1/3 иннинга с пропускаемостью 2,65. Сенаторз неожиданно вышли в Мировую серию и обыграли «Нью-Йорк Джайентс» в семи матчах. Спис появился на поле в третьем матче серии, отыграв один иннинг с тремя пропущенными хитами. За победу игроки команды получили призовые в размере около 6 тысячи долларов на каждого. В декабре клуб обменял его в «Кливленд Индианс».
В «Индианс» его тоже рассматривали в роли реливера, хотя осенью, когда требовалось играть по два матча в день, Спис даже провёл две полных игры. В 1925 году он вообще был самым загруженным питчером буллпена команды. В следующем сезоне Спис сыграл за «Кливленд» только два матча, а затем был отправлен в фарм-клуб AAA-лиги «Индианаполис Индианс». Чемпионат он завершил с семнадцатью победами, а зимой права на него выкупил клуб «Питтсбург Пайрэтс».
Пробиться в основной состав «Пайрэтс» Спису помешала травма руки. Он начал сезон 1927 года в «Индианаполисе», затем его обменяли в «Толидо Мад Хенс». Он играл нестабильно, одержав двенадцать побед при десяти поражениях с показателем пропускаемости 4,14. В межсезонье руководство «Индианаполиса» воспользовалось пунктом в контракте и вернуло его в состав. В 1928 году Спис выступал ещё хуже, его пропускаемость выросла до 5,20, но вместе с командой он стал победителем чемпионата Американской ассоциации. В младшей Мировой серии «Индианс» обыграли «Рочестер Ред Уингз» со счетом 5:1. Сам он вышел на поле только во второй игре серии. В сезоне 1929 года Спис играл стартовым питчером и реливером, набрал хорошую форму и завершил чемпионат с девятью победами при двух поражениях и показателе ERA 3,80.
В межсезонье Списа пригласили в «Филадельфию», испытывавшую проблемы с питчерами. Он хорошо провёл весенние сборы, но после двух неудачных игр на старте чемпионата 1930 года заболел гриппом, а затем не смог выйти на высокий уровень. До 10 июля Спис сыграл в одиннадцати матчах с пропускаемостью 13,27, после чего был отчислен. Сезон он завершил в составе «Ньюарк Беарс» в Международной лиге.

### Заключительный этап карьеры
До 1932 года Спис выступал за «Беарс», а затем перешёл в «Нэшвилл Волс» из Южной ассоциации. В этой команде он провёл самый успешный в игровом плане этап своей карьеры. В течение четырёх лет подряд он проводил не менее 200 иннингов за сезон. В 1936 году Спис стал лидером лиги с 22 победами. Всего в «Нэшвилле» он провёл семь сезонов, постепенно начав играть роль играющего тренера. Спортивные журналисты дали ему прозвище «Лорд». Свой последний матч в профессиональном бейсболе Спис сыграл в апреле 1938 года.
Покинув «Нэшвилл», Спис переехал в Джорджию. Он играл за полупрофессиональную команду «Бона Аллен Шумейкерс» из Бьюфорда, руководство которой в межсезонье обеспечивало своих игроков работой на кожевенном производстве. В августе 1938 года команда стала победителем национального турнира для полупрофессионалов, а Спис был назван его лучшим питчером. В 1939 году он играл в бейсбол в Индиане, а затем получил предложение вернуться в профессиональную лигу. С 1940 по 1942 год Спис играл за «Портленд Биверс» в Лиге Тихоокеанского побережья. За это время он сыграл 55 матчей в роли стартового питчера, ещё в 26 играх выходил на поле как реливер. К этому моменту он перевёз семью из Индианы в Портленд. Вторую половину 1942 года Спис работал плотником, но затем снова вернулся на поле. С апреля 1943 по середину 1945 года Спис играл за «Такому Рейнирс». В возрасте 47 лет он показал лучший в карьере показатель пропускаемости 2,80.

### После завершения карьеры
Завершив выступления, Спис продолжил работать в компании Timber Structures, тренировал её бейсбольную команду. После выхода на пенсию он вместе с супругой переехал в город Элджин, где жила семья их дочери. Там он прожил оставшиеся годы жизни. Бай Спис скончался 29 сентября 1974 года в возрасте 77 лет.